# Грошничко језеро
Грошничко језеро или Водојажа је вештачко језеро на реци Грошници, десној притоци Лепенице. Налази се око 6 километара јужно од Крагујевца. Грађено је у периоду 1931—1938. године, као највеће вештачко језеро на Балкану, као акумулација за водоснабдевање Крагујевца. Језеро је напуњено водом почетком маја 1937. а водовод је прорадио нешто касније. Најстарије је и најпознатије вештачко језеро у Шумадији.
Систем за водоснабдевање Грошница одговара првој и другој категорији воде, која се лако доводи до квалитета воде за пиће. Вода из овог система је високог квалитета, мали су трошкови њеног транспорта јер гравитацијом долази до корисника, али недостатак је мала запремина акумулације. Запремина језера износи 3,21 km3 и директно зависи од хидрометеоролошких услова.

## Историја
Грошничко језеро, познатије под именом Водојажа, направљено је за потребе водоснабдевања Крагујевца водом. Било је прво те врсте и јединствено водоизвориште у Краљевини Југославији, грађено је од 1932. године, а напуњено и пуштено у рад 1938. Пошто је општина Крагујевац сиромашна водом, одлучено је да се подигне вештачко језеро на Грошничкој реци, па отуда и назив Грошничко језеро. Други назив језера, Водојажа, сложеница настала од именице вода и глагола зајазити или преградити речни ток.
Данас је за водоснабдевање Крагујевца најзначајнија акумулација Гружанско језеро и из ње град задовољава 70% својих потреба, па је Водојажа изгубила на значају.

### Брана
Брана је висока 34 метра, а темељ је дубок 16 метара. Неколико пута је надзиђивана. Године 1957. брана је надзидана за 5,5 метара, а касније је ова акумулација повезана са акумулацијом на Дуленској реци (Дуленка) из које се пребацује вода у Грошничко језеро. Међутим, Крагујевац се брзо развијао и потрошња воде се повећавала. Зато је 1962. брана поново надзидана, укупно 7,3 метара на почетну висину. Сматрало се да ће се тако решити проблем снабдевања града водом у наредних 10 до 15 година, али се то испоставило као нетачно и то је један од разлога зашто данас Град Крагујевац има толико језера.
- Брана на Грошничком језеру

## Санитарна заштита и туристички потенцијал
Грошничко језеро настало као акумулација за водоснабдевање Крагујевца у време када је град имао око 60.000 становника. Изградњом већег Гружанског језера изгубило је првобитну намену, али њиме и даље газдује ЈКП „Водовод и канализација“ Крагујевац, па је и даље је добро чувано од неспортског рибарења. Цело језеро је у I зони санитарне заштите, због чега је на њему забрањено купање и камповање. Слив акумулације Грошница је највећим делом пошумљен, са изведеним антиерозионим објектима. Ретко је насељен. У сливном подручју акумулације не постоје индустријски објекти, ни други загађивачи који би утицали на квалитет воде. У циљу санитарне заштите, десна обала акумулације је ограђена. ЈКП „Водовод и канализација“ такође води рачуна и о стабилности бране.
Језеро се налази на око 400 метара надморске висине па чак и током летњих месеци не привлачи велики број посетилаца, за разлику од већег Гружанског. Вода језера је хладна с обзиром да је дубина језера и до 40 метара. Спортски риболов је дозвољен, а пеца се шаран, бабушка, клен, сом, штука, смуђ и гргеч. Узводно од Водојаже, у долини Грошничке реке, налази се мала оаза природе Трешњевак.